# 사지 노부타다
사지 노부타다(佐治信忠, 1945년 11월 25일 ~ )는 일본의 사업가이자 짐 빔(Jim Beam), 메이커스 마크(Makers Mark), 양조업체 및 식품 제조업체에 뒤이어 세계 3위의 증류업체인 산토리(Suntory Ltd.)의 CEO이다. 그는 순자산이 10억 달러가 넘는다.
고요가쿠인 고등학교를 졸업하고 게이오대학에서 경제학 학사 학위를 취득했다. 그룹 창립자인 토리이 신지로의 손자인 사지는 2001년 민간 기업인 산토리 양조, 증류 및 음료 그룹의 사장이 되었다.
일본 효고현에 거주하고 있다.

## 같이 보기
- 세계 부자 순위
- AC 재팬